# Chavignon
Chavignon è un comune francese di 765 abitanti situato nel dipartimento dell'Aisne della regione dell'Alta Francia.
Vi si trova il Forte di Malmaison, costruito dal 1878 al 1882 e parzialmente demolito nel 1886, facente parte del Sistema Séré de Rivières.

## Società

### Evoluzione demografica
Abitanti censiti